# Loïc Lerouge
Pour les articles homonymes, voir Lerouge.
Loïc Lerouge (né le 21 janvier 1977 à Nantes) est un athlète français spécialiste du 400 mètres et Directeur de recherche au CNRS (section 36) spécialisé dans les problématiques de santé au travail en droit social.

## Biographie
En 1997, Loïc Lerouge remporte la médaille de bronze du relais 4 × 400 mètres lors des Championnats du monde en salle de Paris-Bercy aux côtés de Pierre Marie Hilaire, Fred Mango et Rodrigue Nordin. L'équipe de France s'incline face aux États-Unis et à la Jamaïque. Lors des Championnats d'Europe en salle 2002 de Vienne, en Autriche, le relais 4 × 400 m français, composé de Marc Foucan, Laurent Claudel, Loïc Lerouge et Stéphane Diagana, se classe deuxième de la finale derrière l'équipe de Pologne.
Son record personnel sur 400 m (extérieur) est de 46 s 60 (Dreux, le 11 juillet 1998) et de 47 s 66 en salle (Liévin, le 17 février 2002). 
Il a arrêté sa carrière en 2004 au moment de la soutenance de sa thèse en droit privé à l'Université de Nantes. Il est désormais chercheur au CNRS depuis octobre 2006 (section 36), juriste en droit social, spécialiste des problématiques de santé mentale au travail, au Centre de droit comparé du travail et de la sécurité sociale (COMPTRASEC UMR5114 CNRS-Université de Bordeaux).

## Palmarès
| Année | Compétition                    | Lieu   | Place | Épreuve   |
| ----- | ------------------------------ | ------ | ----- | --------- |
| 1997  | Championnats du monde en salle | Paris  | 3e    | 4 × 400 m |
| 2002  | Championnats d'Europe en salle | Vienne | 2e    | 4 × 400 m |